# 千葉都市單軌電車0型電聯車
千葉都市單軌電車0型電聯車（日语：／ Chiba Toshi Monorēru 0-gata densha）是千葉都市單軌電車使用的懸吊式單軌電聯車，其暱稱為「URBAN FLYER」。0型是為了替代自1988年2號線開業以來便投入使用的千葉都市單軌電車1000型電聯車，而由三菱重工業負責製造的新型車輛，並於2012年7月8日開始投入使用。而本型車也在同年獲得日本設計振興會的優良設計獎。

## 規格與構造
本型車使用藍色作為車體的塗裝，其外型的設計概念則以天空為主題，並以千葉氏的家紋月星紋作為點綴；而駕駛室與車體側面的窗戶周圍則搭配黑色的條紋，凸顯車體的輪廓。駕駛室與車廂之間採用大型的玻璃隔板，車門的下半部及駕駛室的一部分地板也採用玻璃窗，讓車廂內的乘客獲得良好的視野。本型車的內裝以藍色系和橘色系為主，並配備椅背高度較高的長條式座椅；車廂的前半部則設有放置輪椅的專用空間。此外本型車只在博愛座的上方設置行李架。

## 使用
0型電聯車目前共有9個編組18輛車輛投入使用。而千葉都市單軌電車預計在2025年至2028年再引入6個編組，以取代現時仍在使用的1000型電聯車。